# Miguel Aceval
Miguel Aceval, född 8 januari 1983, är en chilensk fotbollsspelare som spelar som försvarare för Curicó Unido. Aceval inledde sin fotbollskarriär i Colo-Colos ungdomslag och debuterade sedan i klubben 2001 i en match mot Huachipato. Totalt spelade han 250 ligamatcher för klubben mellan 2001 och 2007.